# Росен, Гунхильда
Каролина Матильда Гунхильда Росен (швед. Karolina Matilda Gunhild Rosén; 7 декабря 1855, Норрчёпинг — 27 ноября 1928, Стокгольм) — шведская танцовщица балета и хореограф. Стояла во главе балетной школы при Королевской опере в Стокгольме.

## Биография
Гунхильда Росен родилась в 1855 году в Норрчёпинге. Её учителем был танцовщик и балетмейстер Андерс Селиндер. В 1872 году Гунхильда вошла в состав балетной труппы Королевской оперы в Стокгольме, а в 1881 году стала прима-балериной.
Вероятно, большое влияние на её искусство оказали Айседора Дункан, выступавшая в Стокгольме в 1906 году, и Анна Павлова, бывшая там на гастролях в 1908 году. Влияние Дункан особенно ощущалось в работе Росен как хореографа, в частности, в поставленных ею «пластических танцах», воспринимавшихся как новое слово в балетном искусстве. Другой известной работой Росен стала постановка «Пять чувств» (De fem sinnena) 1915 года, в которой были задействованы Эбон Страндин, Сири Эстерхольм и Йенни Хассельквист. Для своих постановок Росен выбирала музыку таких композиторов, как Артур Рубинштейн, Мориц Мошковский, Фридерик Шопен, Роберт Шуман. Поставленный ею в 1918 году балет «Лебеди» (Svanorna) на музыку нескольких композиторов пользовался большим успехом и выдержал 30 постановок за два года.
В 1912 году Гунхильда Росен возглавила балетную школу при Королевской опере. С 1913 по 1922 год она также занимала, де-факто, должность балетмейстера. В 1922 году она получила эту должность официально, став таким образом первой в Швеции женщиной-балетмейстером.
Гунхильда Росен умерла в Стокгольме в 1925 году.